# Wereldkampioenschappen acrobatische gymnastiek 2018
De wereldkampioenschappen acrobatische gymnastiek 2018 waren door de Fédération Internationale de Gymnastique (FIG) georganiseerde kampioenschappen voor acro-gymnasten. De 26e editie van de wereldkampioenschappen vond plaats in de Lotto Arena in het Belgische Antwerpen van 13 tot 15 april 2018.

## Resultaten
| Discipline    | Goud | Zilver | Brons |
| ------------- | --- | --- | --- |
| Heren duo     | Igor Mishev Nikolay Suprunov                                                                                       | Ri Hyo-song Kong Yong-won                                                                                         | Charlie Tate Adam Upcott                                                                                         |
| Dames duo     | Daria Guryeva Daria Kalinina                                                                                       | Jong Kum-hwa Pyon Yun-ae                                                                                          | Mika Lefkovits Roni Surzon                                                                                       |
| Mixed duo     | Marina Chernova Georgii Pataraia                                                                                   | Hanna Kasyan Konstantin Evstafeev                                                                                 | Marte Snoeck Bram Röttger                                                                                        |
| Dames trio    | Daria Chebulanka Polina Plastinina Kseniia Zagoskina                                                               | Julia Ivonchyk Veranika Nabokina Karina Sandovich                                                                 | Duan Yushan Ji Qiuqiong Liu Jieyu                                                                                |
| Heren kwartet | Lidar Dana Yannay Kalfa Efi Efraim Sach Daniel Uralevitch                                                          | Fu Zhi Guo Pei Jiang Heng Zhang Junshuo                                                                           | German Kudriashov Alexander Sorokin Valeriy Tukhashvili Kirill Zadorin                                           |
| Team          | Marina Chernova Georgii Pataraia Daria Chebulanka Polina Plastinina Kseniia Zagoskina Daria Guryeva Daria Kalinina | Lidar Dana Yannay Kalfa Efi Efraim Sach Daniel Uralevitch Tzlil Hurvitz Yuval Weingold Mika Lefkovits Roni Surzon | Artsiom Yashchanka Aliaksei Zayats Julia Ivonchyk Veranika Nabokina Karina Sandovich Volha Melnik Artur Beliakou |

1974 ·
1976 ·
1978 ·
1980 ·
1982 ·
1984 ·
1986 ·
1988 ·
1990 ·
1992 ·
1994 ·
1995 ·
1996 ·
1997 ·
1998 ·
1999 ·
2000 ·
2002 ·
2004 ·
2006 ·
2008 ·
2010 ·
2012 ·
2014 ·
2016 ·
2018 ·
2021 ·
2022 ·
2024 ·